# Dysphania confluens
Dysphania confluens là một loài bướm đêm trong họ Geometridae.